# Martin Maryland
Die Martin A-22 Maryland war ein leichter zweimotoriger Bomber des US-amerikanischen Flugzeugherstellers Glenn L. Martin Company von 1939.

## Entwicklung
Im März 1938 forderte das United States Army Air Corps einen Bomber, der mit einer Geschwindigkeit von über 200 mp/h (320 km/h) 1200 lb (545 kg) an Waffen 1200 Meilen (1900 km) weit tragen können sollte (Circular Proposal Number 38-385). Martin reichte 1939 das Model 167 ein, weitere Angebote kamen von Bell, Stearman, Douglas und North American. Douglas gewann die Ausschreibung mit der A-20 Havoc.
Da auch die Royal Air Force kein Interesse an der Martin 167 hatte, wäre das Flugzeug sicherlich nicht gebaut worden, wenn Frankreich nicht dringend moderne Bomber gebraucht hätte. Noch am 26. Januar 1939 bestellte Frankreich 215 Maschinen, die als Martin 167A-3 bezeichnet wurden, bei Martin als Martin 167F.
Er war ein relativ schneller Bomber und erreichte eine maximale Geschwindigkeit von rund 508 km/h. Die Besatzung bestand aus drei Mann. In der Mitte des Rumpfes saß ein Maschinengewehr-Drehturm und die Flugzeugnase war verglast. Der Bombenschütze saß in der Nase vor dem Cockpit. Die 167F flog erstmals im August 1939.
Aufgrund des Waffenembargos zu Beginn des Zweiten Weltkrieges wurden viele Flugzeuge für zwei Monate gesperrt, bevor sie nach Europa geliefert wurden. Nach der Niederlage Frankreichs im Juni 1940 übernahm die RAF 62 167F und stellte diese als Martin Maryland Mk I in Dienst. Zwischen Dezember 1940 und Juni 1941 wurden weitere 150 Maryland Mk II geliefert, die lediglich stärkere Motoren hatten.

## Einsatz

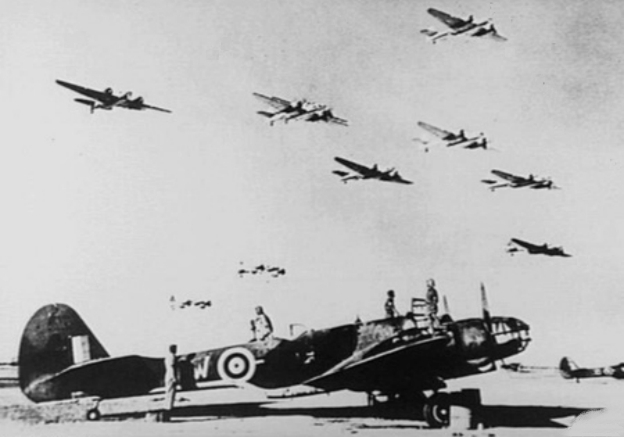
Martin Marylands in Formation, Nordafrika 1941

Frankreich erhielt seine Flugzeuge über seine nordafrikanischen Depots. Die Lieferungen erfolgten über Casablanca. Nach dem Beginn der deutschen Invasion in Frankreich am 10. Mai 1940 flogen sie bis zum 24. Juni 1940 insgesamt 418 Einsätze, wobei 18 Maschinen verlorengingen. Nach der Kapitulation Frankreichs übernahm das Vichy-Regime die Maschinen. 22 wurden jedoch noch von den französischen Besatzungen nach Großbritannien geflogen.
Die Maryland gehört zu den wenigen Flugzeugen, welche auf beiden Seiten kämpften. Das Vichy-Regime setzte die Maschinen im Juni 1941 gegen britische Streitkräfte in Syrien ein und im November 1942 bei der Landung der Alliierten in Nordafrika. Die französischen 167F flogen noch nach dem Zweiten Weltkrieg.
Die RAF setzte die Maryland fast ausschließlich im Mittelmeerraum ein. Dort setzten die Staffeln 8, 39, 69, 203, 223 und 554 die Maryland als Aufklärer ein, während die Staffeln 12, 21 und 24 der Südafrikanischen Luftwaffe die Maschinen als Bomber einsetzten. Die RAF musterte die Maschinen 1942 aus, die SAAF 1943.

## Produktion
Produktion der Martin Maryland:
| Version | 1939 | 1940 | 1941 | SUMME | Bemerkung                               |
| ------- | ---- | ---- | ---- | ----- | --------------------------------------- |
| XA-22   | 1    |      |      | 1     |                                         |
| F-1     | 115  |      |      | 115   | Frankreich                              |
| F-2     | 27   | 73   |      | 100   | Frankreich                              |
| F-3/B-3 |      | 130  |      | 130   | Frankreich; 88 an UK als Maryland Mk. I |
| B-4     |      | 22   | 128  | 150   | UK als Maryland Mk. II                  |
| SUMME   | 143  | 225  | 128  | 496   |                                         |

## Versionen
XA-22Prototyp, eine Maschine wurde gebaut.
167FSerienversion für Frankreich mit 900 PS R-1830-37, 215 gebaut.
Maryland Mk I62 von Großbritannien übernommene 167F sowie 22 ex-französische.
Maryland Mk IIMk. I mit 1050 PS R-1830-S3C4-G, 150 wurden gebaut.

## Technische Daten

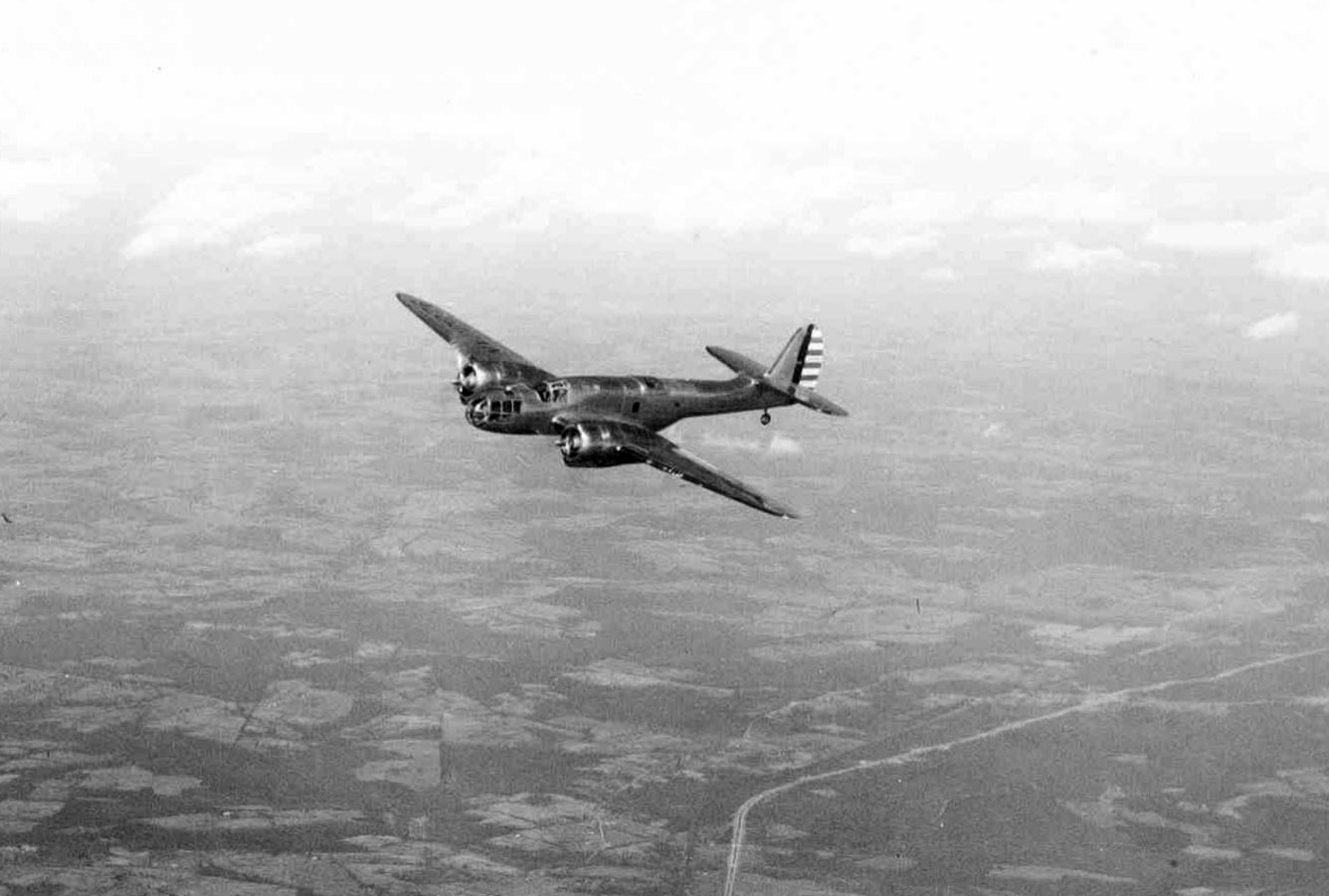
Der Prototyp Martin XA-22, 1939

| Kenngröße             | Daten der Maryland Mk. II                                 |
| --------------------- | --------------------------------------------------------- |
| Besatzung             | 3                                                         |
| Länge                 | 14,2 m                                                    |
| Spannweite            | 18,7 m                                                    |
| Flügelfläche          | 49,9 m²                                                   |
| Flügelstreckung       | 7,0                                                       |
| Höhe                  | 5,0 m                                                     |
| Leermasse             | 4802 kg                                                   |
| Startmasse            | 6939 kg                                                   |
| Höchstgeschwindigkeit | 508 km/h                                                  |
| Dienstgipfelhöhe      | 9450 m                                                    |
| Reichweite            | 2092 km                                                   |
| Triebwerk             | zwei Pratt & Whitney R-1830-SC3G mit je 1.050 PS (772 kW) |
| Bewaffnung            | sechs .303 ( 7,7-mm ) MGs, 970 kg Bomben                  |